# Église Sainte-Ursule de Munich
Pour les articles homonymes, voir Église Sainte-Ursule.
L'église Sainte-Ursule est une église catholique de Munich qui se trouve dans le quartier de Schwabing. Construite entre 1894 et 1897, son architecture fait le lien entre le style historiciste et l'Art nouveau ou Jugendstil.

## Histoire
Alors que l'on incorpore Schwabing à la ville en 1887, ce quartier s'agrandit rapidement, rendant ainsi la paroisse Saint-Sylvestre trop petite. L'architecte August Thiersch conçoit des plans qui font de Sainte-Ursule un nouveau centre du quartier.
L'église construite entre 1894 et 1897 se présente sous la forme d'une basilique italianisante, avec une loggia d'entrée à la mode florentine, à trois nefs avec un campanile en son milieu. Elle est flanquée de deux bâtiments symétriques. Elle est consacrée à sainte Ursule le 10 octobre 1897 et Saint-Sylvestre devient une église filiale. L'église est endommagée à la fin de la Seconde Guerre mondiale, mais dans une moindre mesure que celles situées plus au sud en centre ville.
Les ornements de majolique en relief créés par Balthasar Schmitt (de) sur le modèle d'Andrea Della Robbia ont été récemment restaurés. L'intérieur de l'église est richement décoré de stuc, les plafonds sont à caissons.

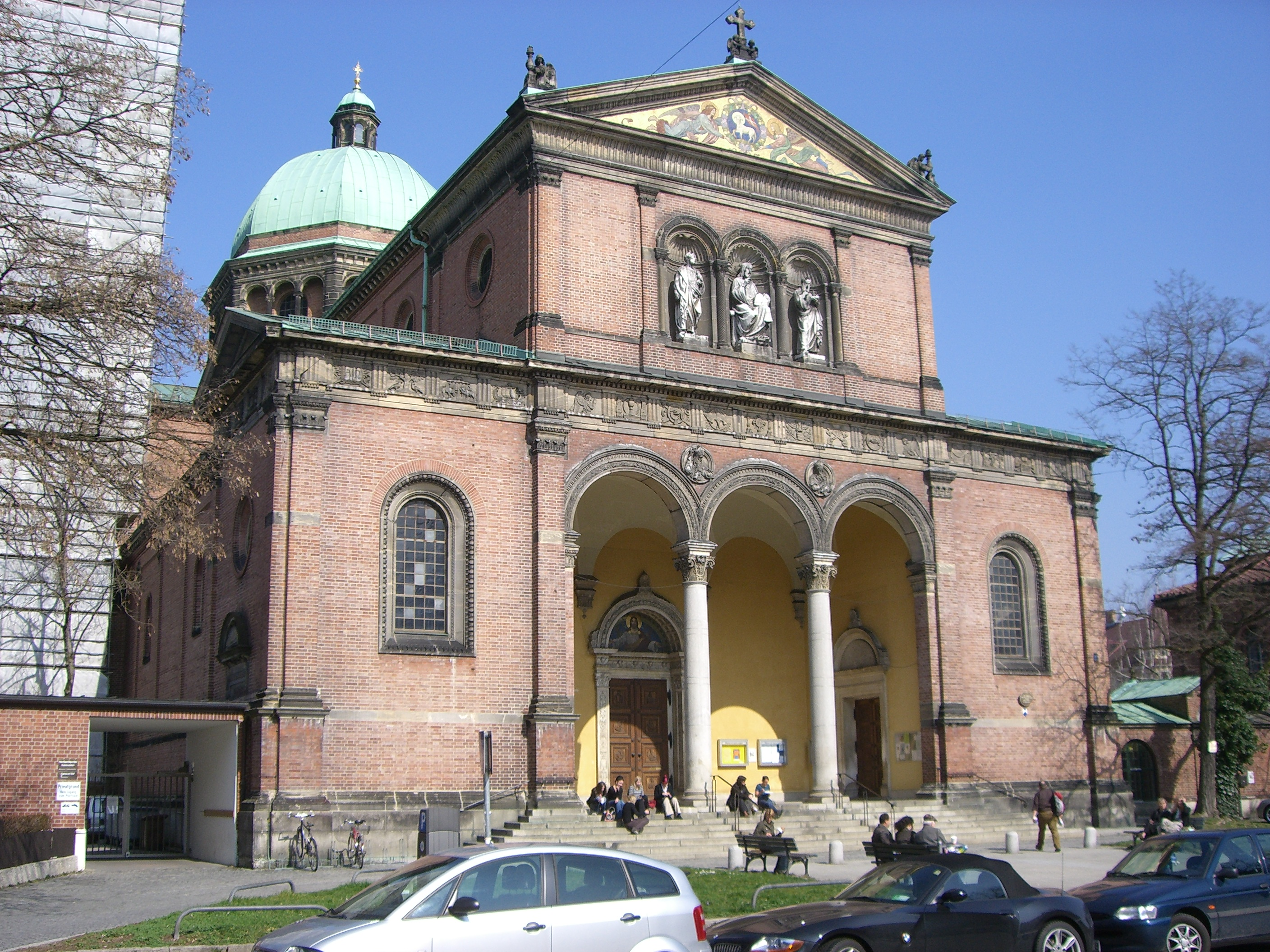
Façade italianisante de l'église